# Nationalparks in der Republik China (Taiwan)

Karte der Nationalparks (ohne Dongsha-Nationalpark, Stand: 2018)

Die Einrichtung und Unterhaltung der Nationalparks der Republik China auf Taiwan fällt in den Kompetenzbereich des Innenministeriums der Republik China und ist durch das 1972 verkündete „Nationalpark-Gesetz“ geregelt. Insgesamt bestehen neun Nationalparks (Stand 2014), die 8,64 % der Landfläche Taiwans ausmachen. Sechs Parks liegen auf der Insel Taiwan, zwei, der Kinmen-Nationalpark und der Süd-Penghu-Nationalpark, auf vorgelagerten Inseln; am weitesten von Taiwan entfernt ist der Dongsha-Nationalpark, mit rund 356.000 ha der größte Nationalpark, dessen Gebiet zu 99,95 % aus Wasserfläche besteht. Auf Taiwan selbst ist der Yushan-Nationalpark mit rund 105.000 ha Fläche am größten.
Die taiwanischen Nationalparks (chinesisch: 國家公園 guójiā gōngyuán) sind von den „Nationalen Landschaftsregionen“ (國家級風景特定區 guójiājí fēngjǐng tèdìng qū) zu unterscheiden, die der Tourismusbehörde des Ministeriums für Verkehr und Kommunikation unterstehen und weniger strengen Umweltschutzbestimmungen unterliegen.

## Liste der Nationalparks
Im Folgenden sind die Nationalparks absteigend nach Fläche sortiert.
| Name                      | Chinesischer Name    | Fläche in ha | Einrichtung   | Lage                               |
| ------------------------- | -------------------- | ------------ | ------------- | ---------------------------------- |
| Dongsha-Nationalpark      | 東沙環礁國家公園     | 355.668      | 17. Jan. 2007 | Dongsha-Inseln                     |
| Yushan-Nationalpark       | 玉山國家公園         | 105.490      | 10. Apr. 1985 | Nantou, Chiayi, Hualien, Kaohsiung |
| Taroko-Nationalpark       | 太魯閣國家公園       | 92.000       | 28. Nov. 1986 | Hualien, Taichung, Nantou, Hsinchu |
| Shei-Pa-Nationalpark      | 雪霸國家公園         | 76.850       | 1. Juli 1992  | Miaoli, Hsinchu, Taichung          |
| Taijiang-Nationalpark     | 台江國家公園         | 39.310       | 15. Okt. 2009 | Penghu, Tainan                     |
| Süd-Penghu-Nationalpark   | 澎湖南方四島國家公園 | 35.843       | 8. Juni 2014  | Penghu                             |
| Kenting-Nationalpark      | 墾丁國家公園         | 33.289       | 1. Jan. 1984  | Pingtung                           |
| Yangmingshan-Nationalpark | 陽明山國家公園       | 11.338       | 16. Sep. 1985 | Taipeh, Neu-Taipeh                 |
| Kinmen-Nationalpark       | 金門國家公園         | 3.528        | 18. Okt. 1995 | Kinmen                             |

Am 1. November 2011 wurde der Shoushan-National-Naturpark (壽山國家自然公園) als erste Einrichtung seiner Art eingerichtet und am 6. November 2011 eröffnet.

## Besucherzahlen
|                             | 2002   | 2003   | 2004   | 2005   | 2006   | 2007   | 2008   | 2009   | 2010   | 2011   | 2012   | 2013   | 2014   | 2015   | 2016   |
| --------------------------- | ------ | ------ | ------ | ------ | ------ | ------ | ------ | ------ | ------ | ------ | ------ | ------ | ------ | ------ | ------ |
| Kenting-Nationalpark        | 4.565  | 3.666  | 4.416  | 4.076  | 4.299  | 3.605  | 3.771  | 4.490  | 6.350  | 6.164  | 6.866  | 7.064  | 8.162  | 8.055  | 5.834  |
| Yushan-Nationalpark         | 1.335  | 1.534  | 1.255  | 1.349  | 1.387  | 1.349  | 1.708  | 1.429  | 719    | 974    | 1.002  | 1.121  | 1.009  | 1.045  | 1.167  |
| Yangmingshan-Nationalpark   | 4.317  | 4.559  | 4.860  | 3.915  | 4.823  | 4.619  | 4.181  | 4.206  | 3.779  | 3.367  | 3.626  | 4.087  | 4.107  | 4.538  | 4.484  |
| Taroko-Nationalpark         | 2.906  | 3.332  | 3.551  | 5.599  | 6.279  | 4.813  | 5.370  | 6.502  | 3.702  | 3.687  | 4.819  | 4.776  | 6.280  | 6.606  | 4.505  |
| Shei-Pa-Nationalpark        | 554    | 788    | 608    | 423    | 457    | 473    | 611    | 795    | 830    | 916    | 827    | 1.343  | 1.195  | 1.255  | 1.180  |
| Kinmen-Nationalpark         | 1.437  | 1.089  | 1.095  | 1.002  | 958    | 958    | 887    | 807    | 1.021  | 1.319  | 1.480  | 1.389  | 1.843  | 2.030  | 3.351  |
| Dongsha-Nationalpark        |        |        |        |        |        |        |        | 12     | 10     | 10     | 7      | 14     | 15     | 11     | 7      |
| Taijiang-Nationalpark       |        |        |        |        |        |        |        |        | 248    | 868    | 808    | 824    | 973    | 882    | 689    |
| Süd-Penghu-Nationalpark     |        |        |        |        |        |        |        |        |        |        |        |        |        | 7      | 9      |
| Shoushan-National-Naturpark |        |        |        |        |        |        |        |        |        |        |        |        |        | 4.287  | 3.010  |
| Gesamt                      | 15.115 | 14.968 | 15.786 | 16.365 | 18.203 | 15.818 | 16.528 | 18.239 | 16.658 | 17.305 | 19.435 | 24.490 | 28.279 | 28.716 | 24.237 |